# Henry Watson Fowler
Henry Watson Fowler (ur. 10 marca 1858 w Tonbridge, zm. 26 grudnia 1933 w Hinton St George) – brytyjski leksykograf, gramatyk, i filolog.

## Życiorys
Kształcił się w oksfordzkim Balliol College (bakalaureat i magisterium – 1886).
Jego dorobek obejmuje słowniki języka angielskiego. Wraz z bratem F. G. Fowlerem (1870–1918) napisał pierwszy Concise Oxford Dictionary (1911).
Głównym dziełem Fowlera jest A Dictionary of Modern English Usage (1926), alfabetyczny spis zagadnień gramatycznych, stylistycznych i idiomatycznych oraz kwestii związanych z wymową i interpunkcją.